# Bučovice (Heřmanice)

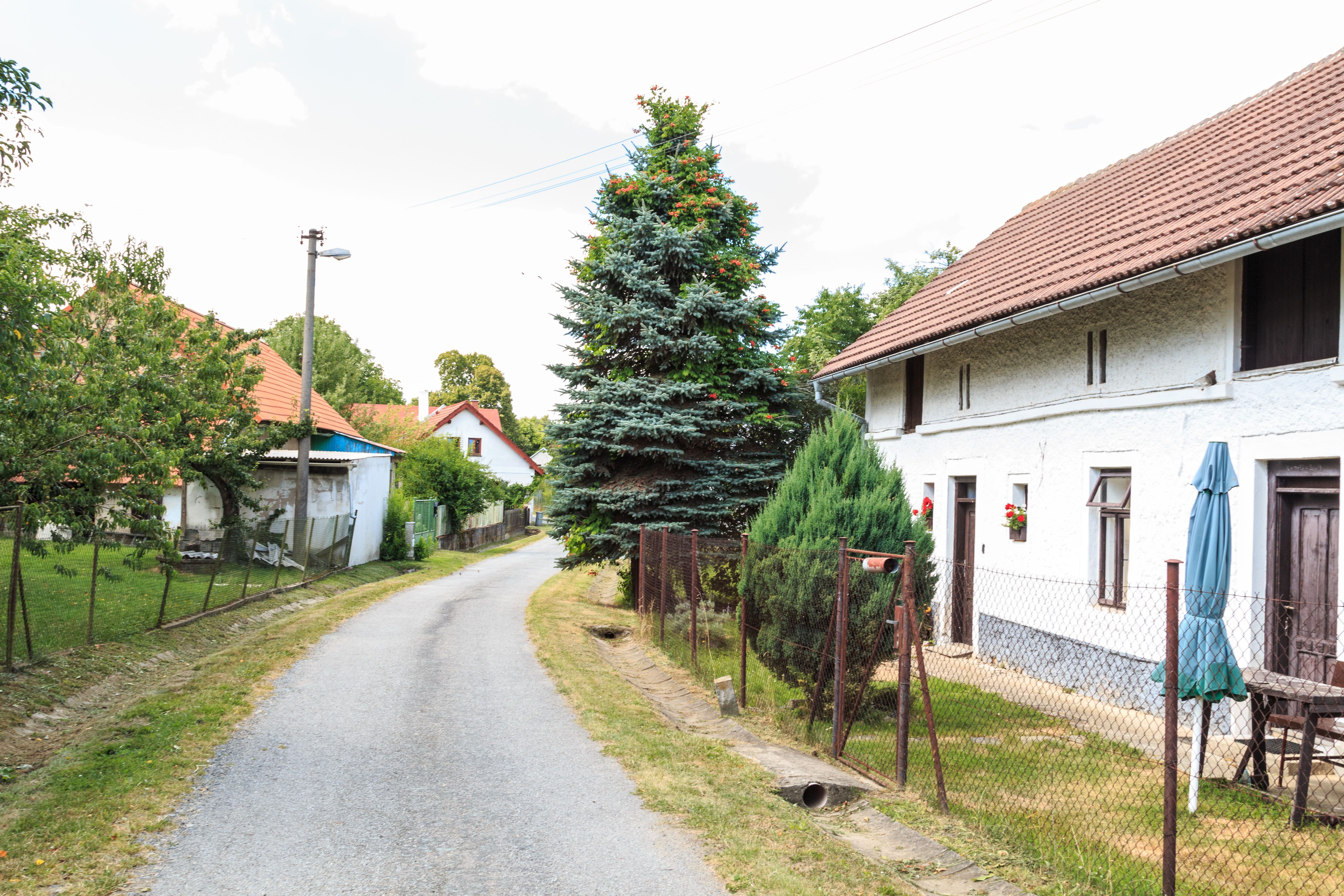
Ortsansicht

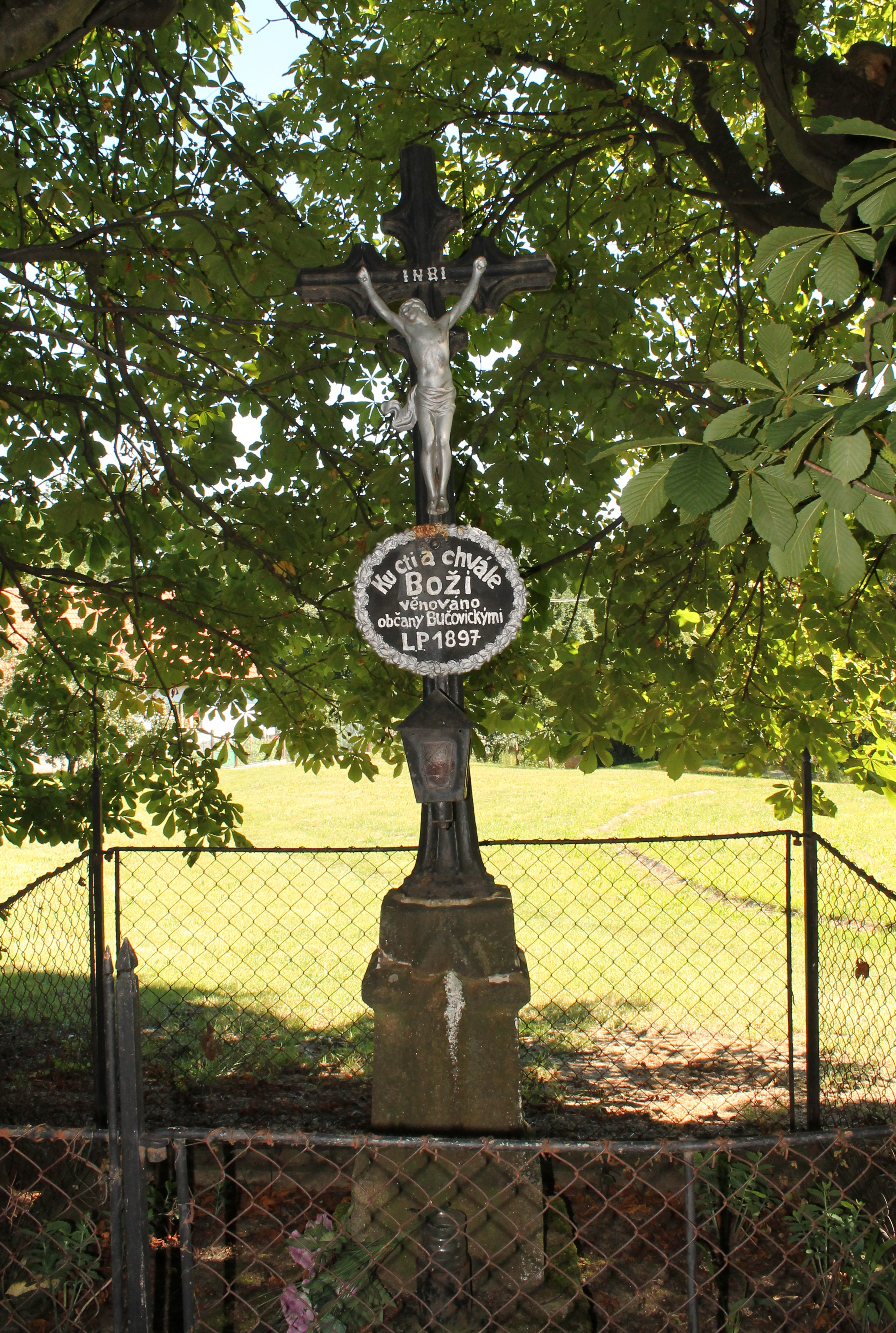
Kreuz auf dem Dorfplatz

Bučovice (deutsch Butschowitz) ist ein Ortsteil der Gemeinde Heřmanice in Tschechien. Er liegt fünf Kilometer nordöstlich von Golčův Jeníkov und gehört zum Okres Havlíčkův Brod.

## Geographie
Bučovice befindet sich rechtsseitig über dem Tal des Baches Doubravka (Borekbach) in der Hornosázavská pahorkatina (Hügelland an der oberen Sázava). Nordwestlich erhebt sich der Na Hradci (343 m n.m.). Gegen Osten liegt das Tal der Doubrava mit der Talsperre Pařížov.
Nachbarorte sind Kněžice, Mladotice und Moravany im Norden, Skalka, Hamry und Vestec im Nordosten, Pařížov und Běstvina im Osten, Spačice und Heřmanice im Südosten, Vilémov im Süden, Vrtěšice und Sirákovice im Südwesten, Spytice im Westen sowie Zvěstovice im Nordwesten.

## Geschichte
Die erste urkundliche Erwähnung von Bučovice erfolgte 1318 unter den Gütern des Benediktinerklosters Wilmzell. Im Jahre 1421 zerstörten die Hussiten das Kloster, danach bemächtigten sie verschiedene Adlige des umfangreichen Klosterbesitzes. Nach dem Ende der Hussitenkriege wurde das Kloster notdürftig wiederhergestellt, jedoch gelang es den Benediktinern nicht, ihre gesamten Güter zurückzuerlangen. Nachdem das Kloster um 1575 aufgegeben worden war, verkaufte König Rudolf II. 1577 das wüste Kloster mit den Dörfern Bučowitz, Heřmanitz, Borek, Hostaulitz, Zhoř, Jakubowitz, Zdanitz, Ponstwy, Kmec und Čestowitz sowie weiterem Zubehör an Beneš Beneda von Nečtiny. Zum Ende des 17. Jahrhunderts erwarben die Grafen Caretto von Milessimo die Herrschaft Wilimow und erhoben sie später zum Familienfideikommiss.
Im Jahre 1840 bestand das im Caslauer Kreis gelegene Dorf Butschowitz bzw. Bučowice aus 13 Häusern, in denen 99 Personen lebten. Pfarr- und Amtsort war Kloster. Bis zur Mitte des 19. Jahrhunderts blieb Butschowitz der Familienfideikommissherrschaft Wilimow untertänig.
Nach der Aufhebung der Patrimonialherrschaften bildete Bučovice ab 1849 einen Ortsteil der Gemeinde Heřmanice im Gerichtsbezirk Habern. Ab 1868 gehörte der Ort zum Bezirk Časlau. 1869 hatte Bučovice 101 Einwohner und bestand aus 13 Häusern. Im Jahre 1900 lebten in Bučovice 83 Menschen, 1910 waren es 96. 1930 hatte Bučovice 78 Einwohner und bestand aus 16 Häusern. Seit der Gebietsreform von 1960 gehört das Dorf zum Okres Havlíčkův Brod. Im Jahre 1961 erfolgte die Eingemeindung nach Vilémov. Heřmanice und Bučovice lösten sich zum 24. November 1990 wieder von Vilémov los und bildeten die Gemeinde Heřmanice. Beim Zensus von 2001 lebten in den 14 Häusern des Dorfes 18 Personen.

## Ortsgliederung
Der Ortsteil Bučovice ist Teil des Katastralbezirkes Heřmanice u Vilémova.

## Sehenswürdigkeiten
- Gusseisernes Kreuz auf dem Dorfplatz, errichtet 1897
- Keltische Burgstätte auf dem Na Hradci